# گردان ۳ هنگ سلطنتی اسکاتلند
گردان ۳ هنگ سلطنتی اسکاتلند (انگلیسی: Black Watch) یگان پیاده‌نظام سبک زیرمجموعه ارتش بریتانیا است، که در سال ۱۸۸۱ تأسیس شد.
گردان سوم یک گردان پیاده نظام از هنگ سلطنتی اسکاتلند است. این هنگ به عنوان بخشی از اصلاحات چایلدرز در سال ۱۸۸۱، زمانی که هنگ ۴۲ (رویال هایلند) پیاده نظام (نگهبان سیاه) با هنگ ۷۳ (پرتشایر) پیاده نظام ادغام شد، ایجاد شد. این هنگ از سال ۱۸۸۱ تا ۱۹۳۱ با نام‌های «نگهبان سیاه» (رویال هایلندرز) و از سال ۱۹۳۱ تا ۲۰۰۶ با نام «نگهبان سیاه» (رویال هایلندرز) شناخته می‌شد. این هنگ که از سال ۱۹۶۷ برای اهداف اداری بخشی از لشکر اسکاتلند بود، هنگ ارشد هایلند محسوب می‌شد. از سال ۲۰۱۷ برای اهداف اداری بخشی از لشکر اسکاتلند، ولز و ایرلند بوده است.